# Râul Ghilănoiu
Râul Ghilănoiu sau Râul Ghilahoi este un curs de apă, afluent al râului Bârlad. 